# Санто Стефано Лодиђано
Санто Стефано Лодиђано (итал. Santo Stefano Lodigiano) је насеље у Италији у округу Лоди, региону Ломбардија.
Према процени из 2011. у насељу је живело 1480 становника. Насеље се налази на надморској висини од 46 м.

## Становништво
Према резултатима пописа становништва 2011. у општини је живело 1.902 становника.
| 1931. | 1936. | 1951. | 1961. | 1971. | 1981. | 1991. | 2001. | 2011. |
| ----- | ----- | ----- | ----- | ----- | ----- | ----- | ----- | ----- |
| 2.357 | 2.295 | 2.475 | 2.083 | 1.967 | 1.827 | 1.754 | 1.793 | 1.902 |